# Werner Enders
Werner Enders (* 11. März 1924 in Beiersdorf; † 1. Dezember 2005 in Berlin) war ein deutscher Opernsänger (Tenor) und Mitglied der Komischen Oper Berlin.

## Leben
Enders besuchte die Musikfachschule Radebeul und studierte anschließend Violine in Zwickau und Berlin. 1941/42 half er als Zweiter Geiger bei der Dresdner Staatsoper aus. Im Krieg erlitt er eine Lähmung der linken Hand, die es ihm unmöglich machte, weiter Violine zu spielen. Ab 1945 spielte er daher Schlagzeug und ab 1947 war er – da er auch eine Gesangsausbildung erhalten hatte – Chorsänger in Zwickau. Zwei Jahre später ging er ans Landestheater Altenburg, wo er vier Jahre als Solist arbeitete. Später war er am Landestheater Halle (Saale) engagiert und gehörte gemeinsam mit Philine Fischer, Margarete Herzberg, Günther Leib, Hellmuth Kaphahn, Kurt Hübenthal u. a. zum Ensemble der Händel-Festspiele Halle (Saale).
1955 wechselte Enders zur Komischen Oper Berlin. Dort war er seit 1957 Ensemblemitglied und später Kammersänger, ab 1993 Ehrenmitglied.
„Walter Felsenstein entdeckte den jungen Tenor gewissemaßen durch Zufall in Halle und war so überzeugt von dessen Gestaltung einer Frauenrolle in Il Campiello, dass er ihn samt Regisseur und Bühnenbildner (die er eigentlich begutachten sollte), an die Komische Oper holte“, hieß es im Nachruf des Hauses.
Werner Enders stand in insgesamt 61 Inszenierungen von Walter Felsenstein, Joachim Herz, Götz Friedrich und Harry Kupfer auf der Bühne, wozu unter anderem der Bobèche in Offenbachs Ritter Blaubart (den er 29 Jahre lang spielte) und die Doppelrolle Dackel/Schulmeister im Schlauen Füchslein von Leoš Janáček gehörten.
Er war auch einer der Solisten, die in der Komischen Oper die Uraufführung der Oper Das Land Bum-Bum (komponiert von Georg Katzer mit dem Libretto von Rainer Kirsch) sangen, zu DDR-Zeiten ein kritisches Stück.
Die Mezzosopranistin Margarete Herzberg war seine Schwägerin. Sein Großneffe ist der Dirigent Fabian Enders.

## Auszeichnungen
- 1962: Nationalpreis der DDR für Kunst und Literatur
- 1984: Vaterländischer Verdienstorden in Bronze

## Filmografie
- 1965: Das schlaue Füchslein (Studioaufzeichnung)
- 1970: Hoffmanns Erzählungen (Studioaufzeichnung)
- 1973: Ritter Blaubart (Studioaufzeichnung)
- 1976: Die Hochzeit des Figaro (Theateraufzeichnung)